# Jaromír Kohlíček
Jaromír Kohlíček, né le 23 février 1953 et mort le 6 décembre 2020, est un homme politique tchèque, membre du Parti communiste de Bohême et Moravie (KSČM).
Il est député européen de 2004 à 2014, puis de nouveau de 2016 à 2019.

## Biographie
Jaromír Kohlíček est élu député européen lors des premières élections européennes dans son pays en 2004. Il est ensuite réélu en 2009. En 2014, il est candidat en troisième position sur la liste du KSČM. Bien que son parti obtienne trois sièges, il n'est pas réélu, ayant récolté moins de votes préférentiels que le quatrième de liste, Miloslav Ransdorf. À la suite de la mort de ce dernier en janvier 2016, Jaromír Kohlíček retrouve son siège au Parlement européen.
Il est membre du groupe Gauche unitaire européenne/Gauche verte nordique. Il est membre de la commission du transport et du tourisme de 2004 à 2014.